# Xã Northfield, Quận Ramsey, Bắc Dakota
Xã Northfield (tiếng Anh: Northfield Township) là một xã thuộc quận Ramsey, tiểu bang Bắc Dakota, Hoa Kỳ. Năm 2010, dân số của xã này là 27 người.